# 水電工

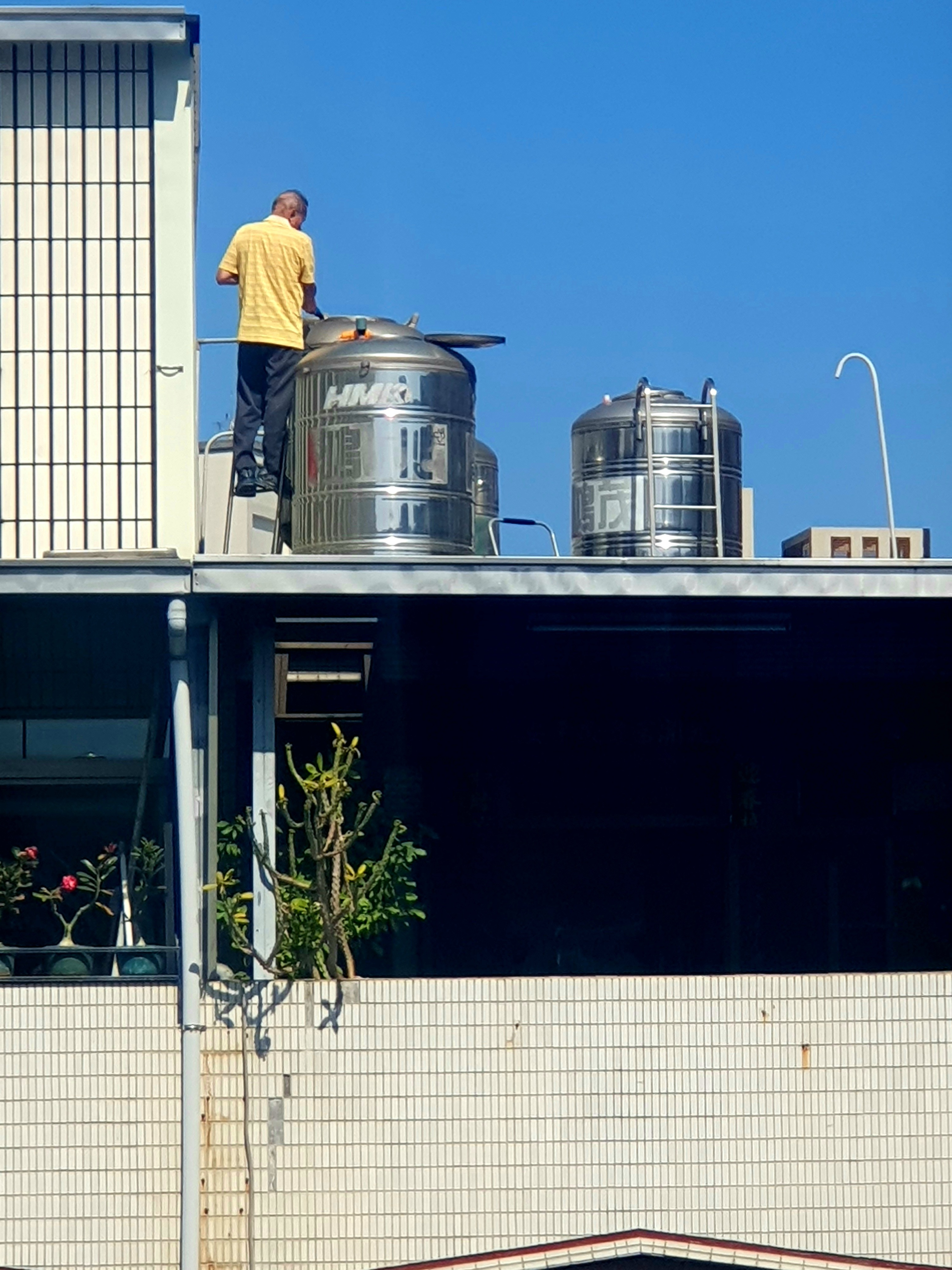
正在維修水塔的水電工

水電工，是一種技術性職業，在台灣，最初分為水匠與電匠兩種職業，現今已合併俗稱水電工，而在香港則相反，最初水電為一家，現在水及電已分拆。水電工主要從事家庭用水與家庭用電的配管與配線的相關工作。
有別於英文裡的Handyman（意指居家修繕的雜工），水電工的工作僅止於電或水或管線相關的工作，並不包含傢俱裝修、園藝與庭院造景、清潔、裝潢、油漆、屋頂修繕、門窗裝修……等。
對於公寓大樓的物業管理業者而言，水電工屬於機電維護組。

## 工作範圍
水
自來水裝接、排水設備裝修、衛生設備（馬桶）配裝、消防設備裝置等。
電
室內配線、變壓器檢修、電動機檢修及家庭電器修理等。

## 證照
台灣
- 高考電機工程技師
- 電匠（分成甲、乙，二種）
- 自來水管承裝技工
- 自來水管承裝技工考驗合格證書
- 氣體燃料導管裝管技工考驗合格證書
- 工業配線技術士（分成甲、乙、丙，三級）
- 室內配線技術士（分成甲、乙、丙，三級）
- 電器修護技術士（分成乙、丙，二級）
- 變壓器裝修技術士（分成乙、丙，二級）
- 配電線路裝修技術士（分成甲、乙、丙，三級）
- 用電設備檢驗技術士（分成乙、丙，二級）
- 自來水管配管技術士（分成乙、丙，二級）
- 工業用管配管技術士（分成甲、乙、丙，三級）
- 氣體燃料導管配管（分成乙、丙，二級）
- 特定瓦斯器具裝修技術士（分成丙，一級）

等

## 卡通作品
- 1981年，任天堂的瑪利歐與路易吉兄弟
- 2005年，Cartoon Network Studios的Ben 10系列裡的天工會
- 2006年，华特迪士尼公司的萬能阿曼

## 相關
- 配管工（英语：Pipefitter）

## 外部連結
- 水電工 - 內政部職業訓練局 （页面存档备份，存于）

公會
- 台灣區水管工程工業同業公會 （页面存档备份，存于）
- 台灣區電氣工業同業公會 （页面存档备份，存于）